# Jukums Vācietis
Jukums Vācietis (oroszul: Иоаким Иоакимович Вацетис; transzliteráció:Ioakim Ioakimovics Vacetisz) (Lettország, Kuldīga, 1873. november 11. –Szovjetunió, Moszkva,  1938. július 28.) lett származású szovjet katonai vezető. Azon kivételek közé tartozott, aki magas beosztása ellenére sem lett tagja a Szovjetunió Kommunista Pártjának.

## Katonai pályafutása
Katonai pályafutása az Orosz Birodalom katonájaként 1891-ben kezdődött. Az első világháborúban az 5. Zemgale lett lövészezred parancsnoka volt ezredesi rendfokozatban. Egysége csatlakozott az 1917-es októberi orosz forradalomat követően a bolsevikokhoz és az ő oldalukon vett részt az orosz polgárháborúban. 1918 áprilisától a lett lövészek parancsnoka. Ezt követően 1918. júliustól szeptemberig a Vörös Hadsereg Keleti Frontjának parancsnoka. Őt nevezték ki az alakuló Vörös Hadsereg első főparancsnokának. A Forradalmi Katonai Tanács tagja 1918. szeptember 4 és 1919. július 8 között. Ekkor júliusban koholt vádak alapján letartóztatták ellenforradalmi fehérgárdista szervezkedés gyanújával, de hamarosan felmentették. 1922-től a Frunze Katonai Akadémia parancsnoka, „hadsereg parancsnoki (Командарм)” rendfokozatban. Egészen 1937. november 29.-ig a Vörös Hadseregben szolgált, de ekkor megint letartóztatták fasiszta összeesküvés és szervezkedés gyanúja miatt, majd ezt követően 1938-ban kivégezték. 1957-ben rehabilitálták.
1983-ban utcát neveztek el róla Rigában.